# Colleville-Montgomery
Colleville-Montgomery, anciennement Colleville-sur-Orne, là một xã ở tỉnh Calvados, thuộc vùng Normandie ở tây bắc nước Pháp.

## Dân số
| Năm | 1968 | 1975 | 1982  | 1990  | 1999  | 2004  |
| --- | ---- | ---- | ----- | ----- | ----- | ----- |
| Dân số | 563  | 780  | 1 430 | 1 926 | 1 925 | 2 219 |
| From the year 1962 on: No double counting—residents of multiple communes (e.g. students and military personnel) are counted only once. 2004: Provisional population (annual survey). |      |      |       |       |       |       |